# Skorpetorp
Skorpetorp is een plaats in de gemeente Oskarshamn in het landschap Småland en de provincie Kalmar län in Zweden. De plaats heeft 60 inwoners (2000) en een oppervlakte van 18 hectare.